# Weste
Weste es un dúo de pop-folk compuesto por Clara Trucco e Ignacio Pérez, que se acompaña en vivo de Gonzalo García Blaya (bajo), Pedro Bulgakov (percusión), Marcos Orellana (guitarra), Fermín Echeveste (trompeta). El dúo se conoció en 2011 y comenzaron a componer en el barrio de Almagro en Buenos Aires. Clara es originaria de San Martín de los Andes (Argentina) e Ignacio de Montevideo (Uruguay).

## Historia
Clara e Ignacio se conocen por un encuentro entre sus bandas Fémina y Mushi Mushi Orquesta y comienzan a frecuentar lugares en común hasta que coinciden para hacer música. En palabras de Clara: "Una tarde estaba por el barrio de Almagro, que era por donde vivía él, y tenía que hacer tiempo. Tenía una hora libre entre una actividad y otra. Así que pasé por su casa. Justo él se había comprado una placa de sonido nueva y me propuso probarla. Improvisamos una canción y la grabamos. [...] Este primer tema del que hablo es Líquen, que ese día fue grabado como una improvisación y es cómo suena hoy. Nunca lo modificamos." El nombre sale de un juego de palabras entre los apodos de los dos "Wewi" e "Igna" y por remitir al Western y su imaginario desértico, presente en su música.
En 2012 publican el EP de Liquen. En otoño del 2014 sacaron su primer disco “Vísceras” donde fusionan folk-electrónico con un toque de pop. Ese año agregan músicos a la banda y realizan presentaciones durante todo el año en Buenos Aires.
En 2017 editan "Huestes", producido por Pedro Canale de Chancha Via Circuito. En noviembre de ese año abren un show para Juana Molina en el Teatro Vorterix, y su tema "Crisantemo" es incluido en un set de Nicola Cruz para The Lot Radio.
Durante 2019 se presentan en varios festivales de la escena indie como el festival Buena Vibra, Festival Futurock y en Ciudad Cultural Konex junto a Marilina Bertoldi, Agua florida y Feli Colina.
Durante 2018 y 2019 adelantan los sencillos "Quisiera", "Tinta" y "Ficcionar" de su álbum "Abanico" que se publica en abril de 2020.

## Discografía

### Álbumes
- Vísceras (2014)
- Huestes (2017)
- Abanico (2020)
- Wish Wish (2022)